# Наро-1
Наро (кор. 나로호, первоначальное обозначение Korea Space Launch Vehicle #1, KSLV-1) — одноразовая двухступенчатая южнокорейская ракета-носитель, созданная при тесном сотрудничестве с российскими специалистами. По проекту, способна выводить более 100 кг полезной нагрузки на высоту до 300 км с наклонением 38°.
В 2009 и 2010 годах состоялись две неудачные попытки запуска, 30 января 2013 состоялся первый успешный запуск ракеты.

## Создание, перспективы

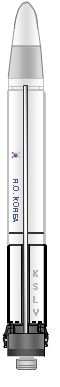
KSLV-1, эскиз 2008 года

Ракета произведена Корейским институтом аэрокосмических исследований (англ. Korea Aerospace Research Institute, KARI) совместно с авиакомпанией Korean Air и российским космическим Центром имени Хруничева. По сообщениям южнокорейских СМИ, KSLV-1 на 80 % повторяет ракету-носитель «Ангара», создаваемую в ГКНПЦ имени М. В. Хруничева. Ракета выведет на орбиту спутник массой 100 кг.
Первая разгонная жидкотопливная ступень ракеты разработана и изготовлена в России ГКНПЦ имени М. В. Хруничева и НПО «Энергомаш», за разработку проекта наземного комплекса отвечало Конструкторское бюро транспортного машиностроения. Вторая твердотопливная ступень и спутник созданы южнокорейскими инженерами на базе собственных технологий.
Место запуска — южнокорейский космодром Наро, расположенный на острове Венародо в провинции Чолла-Намдо на юго-западе Корейского полуострова.
С успешным стартом KSLV-1 Южная Корея становится 11-й в мире космической державой, запустившей спутник собственной ракетой-носителем. Далее космический центр Наро планирует приступить к созданию ракеты KSLV-2, которая будет полностью состоять из компонентов, изготовленных южнокорейскими инженерами. При этом планируется использовать опыт, накопленный при взаимодействии с российскими специалистами.

## Запуски
25.08.2009 был произведён первый запуск, окончившийся неудачей. На борту ракеты находился первый корейский спутник связи. Первоначально сообщалось, что спутник вышел на орбиту, правда, нерасчётную (≈ 360 километров вместо 302). Позже поступили сообщения, что спутник на орбиту не вышел и сгорел в атмосфере. В качестве причины неудачи указывают сбой при отделении головного обтекателя: одна из его створок осталась со ступенью, что привело к существенному недобору скорости (≈ 6200 м/с вместо первой космической скорости).
10.06.2010 состоялся второй запуск, тоже неудачный. Ракета смогла подняться за 137 секунд на высоту около 70 км, затем связь с ракетой была потеряна. Авария произошла на этапе работы первой ступени российского производства, за 78 секунд до сброса головного обтекателя. Был утрачен спутник STSAT-2B. По записям с бортовой видеокамеры предполагают, что ракета взорвалась. В официальном сообщении ГКНПЦ им. Хруничева по этому поводу указано, что для выяснения причин аварии будет создана совместная комиссия, в которую войдут российские и южнокорейские специалисты. Были обнародованы видеоматериалы аварии. В августе 2011 года заместитель гендиректора ЦНИИМАШ Николай Паничкин вкратце рассказал о результатах работы специальной российской комиссии, изучавшей данную аварию. Со слов Паничкина, комиссия однозначно установила, что российская ступень, как в первый раз, не виновата, и причиной аварии была ошибочная работа второй, корейской, ступени. Акт комиссии был передан в Роскосмос.
Третий запуск ракеты-носителя был намечен на 29.11.2012, но позже был перенесён, как сообщается российскими источниками, из-за неисправностей 2-й ступени, обнаруженных во время подготовки к запуску непосредственно на старте. Корейские представители сообщают, что обнаружено необычно большое энергопотребление в системе управления вектором тяги этой ступени, подозревают короткое замыкание где-то в её цепях. Ракета была снята со старта и отвезена обратно на техническую позицию. До 5 декабря, когда закрылось стартовое окно, ракету починить не успели и пуск пришлось перенести на следующий год. Это не первый перенос сроков и не первый случай, когда данную ракету снимают со старта — 26 октября того же года её уже снимали, обнаружив утечку топлива первой ступени. Перенос дал возможность КНДР опередить Южную Корею и стать 10-й космической державой 12 декабря 2012 года.
30 января 2013 года состоялся успешный старт ракеты-носителя Наро-1. Запуск транслировался в прямом эфире местными телеканалами, ракета вышла на заданную высоту и вывела на орбиту исследовательский спутник STSAT-2C.

## История подготовки первого запуска
Первоначально запуск планировался на конец 2008 года, однако впоследствии откладывался шесть раз. Старт, запланированный на 30 июля 2009 года, был отложен по просьбе российских специалистов, принимавших активное участие в создании ракеты-носителя — было решено, что необходимо дополнительное время на проверку и усовершенствование всех систем.
3 августа 2009 года было объявлено, что южнокорейские специалисты могут выбрать любую дату между 11 и 18 августа, но в итоге запуск был запланирован на 19 августа 2009 года. 19 августа подготовка к запуску была осуществлена и уже был запущен обратный отсчёт, однако за 7 минут 56 секунд до старта подготовка к нему была отменена, а ещё через несколько минут начался слив топлива и окислителей из ёмкостей первой ступени ракеты. Предварительная причина была объявлена чуть позже — техническая неисправность в циклограмме старта, ещё позже последовало заявление о технических неполадках в одной из ёмкостей с высоким давлением, а через 3 часа после отложенного запуска появилось сообщение о неисправностях в механизме клапана регулировки давления.
За день до намеченного запуска ракеты, 18 августа 2009 года, в Сеуле скончался бывший президент Южной Кореи Ким Дэ Чжун, который был уроженцем провинции Чолла-Намдо. На 19 августа в провинции намечены траурные мероприятия, ввиду которых запуск Наро-1 представлялся неуместным, однако никаких официальных заявлений от Корейского космического центра или от представителей правительства касательно возможного переноса даты старты ракеты не прозвучало.
На следующий день после отложенного запуска, 20 августа, телеканал YTN сообщил, что причиной отмены старта стала неисправность программного обеспечения ракеты, и что следующий запуск может состояться в период до 26 августа 2009 года.
Власти КНДР сообщили, что будут внимательно следить за тем, как в Совете безопасности ООН на запуск южнокорейской ракеты будут реагировать остальные страны-участницы шестисторонних переговоров по северокорейской ядерной проблеме (Российская Федерация, США, КНР и Япония), ввиду того, что запуск Пхеньяном собственной ракеты в апреле 2009 года подвергся резкому осуждению в СБ ООН.